# Боббі Ві
Боббі Ві (Bobby Vee), справжнє ім'я Роберт Веллайн (Robert Velline; 30 квітня 1943, Фарго, Північна Дакота, США — 24 жовтня 2016, Роджерс, Міннесота) — вокаліст, гітарист, композитор, автор текстів.

## Біографія
Дебютував Боббі Ві наприкінці п'ятдесятих років у аматорському гурті The Shadows, яку створили його старші брати Сідні на Білл, а перший успіх до нього прийшов у лютому 1959 року під час великого рок-н-рольного заходу у його рідному місті Фарго, де йому довелось виступити замість загиблого Бадді Холлі. Також на гурт звернув увагу відомий продюсер Томмі «Снафф» Гарретт, який допоміг видати на фірмі «Liberty» їх сингл «Suzie Baby».
Незабаром Ві почав виступати як сольний виконавець. Одним з його перших записів стала власна версія твору «What Do You Want» з репертуару Адама Фейта, проте вона так і не повторила успіху оригіналу. Однак артист не розчарувався і продовжив кар'єру співака. Його імідж «сусідського хлопчика» дуже гарно пасував до лірично настроєних пісень, які постачали йому автори з «Brill Building». Після того як його версія твору «Devil Or Angel» гурту The Clovers опинилась у чарті, до Ві прийшов і міжнародний успіх завдяки твору «Rubber Ball». У період 1961—1962 років він гостював на вершині чарту з такими піснями, як «Move Than I Can Say», «How Many Tears», «Take Good Care Of My Baby» (перше місце у США), «Run To Him», «Please Don't Ask About Barbara», "Sharing You' та «A Forever Kind Of Love».
Однак як у випадку з багатьма американськими виконавцями, які шукали визнання серед підліткової публіки, слава Боббі Ві різко згасла з появою The Beatles та вторгненням біту. Коли у світі запанувала бітломанія, Ві повернувся до джерел свого першого натхнення — творчості Бадді Холлі. На концертах і у студії Боббі Ві часто супроводжували гурт The Ventures, а також колишній гурт Бадді Холлі The Crickets. Двом записаним з цими гуртами альбомам «Bobby Vee Meets The Crickets» та «Bobby Vee Meets The Ventures», він зробив промоцію великими концертними турне. 1967 року Ві повернувся до американського Топ 10 з піснею «Come Back When You Grow Up». Спробою представити досконаліший імідж стало повернення до справжнього прізвища під час роботи над альбомом «Nothing Like A Sunny Day». Однак цей експеримент виявився короткотривалим, а сам Ві надалі задовольнився виступами у ностальгійних концертах.
Як актор Боббі Ві знявся у таких фільмах, як «Swinging Along» (1962, режисер Чарльз Бартон), «Play It Cool» (1962, режисер Майкл Уїннер), «Just For Fun» (1963, режисер Гордон Флемінг) та «C'mon Lets Live A Little» (1967, режисер Девід Батлер).

## Дискографія
- 1960: Bobby Vee Sings Your Favourites — Devil Of Angel
- 1961: Bobby Vee
- 1961: Bobby Vee With Strings & Things
- 1961: Bobby Vee Sings Hits Of The Rockin' Fifties
- 1962: Take Good Care Of My Baby
- 1962: Bobby Vee Meets The Crickets
- 1962: Bobby Vee Recording Session
- 1962: Bobby Vee's Golden Greats
- 1962: Merry Christmas From Bobby Vee
- 1963: The Night Has A Thousand Eyes
- 1963: Bobby Vee Meets The Ventures
- 1964: I Remember Buddy Holly
- 1964: Bobby Vee Sings The New Sound From England!
- 1964: Thirty Big Hits Of The Sixties
- 1965: Live On Tour!
- 1966: C'Mon Let's Live A Little
- 1966: Bobby Vee's Golden Greats, Volume 2
- 1967: Come Back When You Grow Up
- 1968: Just Today
- 1968: Do What You Gotta Do
- 1969: Gates, Grills & Railings
- 1972: Nothing Like A Sunny Day
- 1974: Legendary Masters
- 1975: The Very Best Of Bobby Vee
- 1980: The Bobby Vee Singles Album
- 1987: The Best Of Bobby Vee
- 1992: The Last Of The Great Rhythm Guitar Players